# Crenovizza
Crenovizza (in sloveno Hrenovice; in tedesco Hrenowitz) è un centro abitato della Slovenia, frazione del comune di Postumia.
La località si trova alle pendici orientali del Monte Nanos, a 553,8 m s.l.m., a 7,1 km dal capoluogo comunale e a 30,2 km dal confine italiano.

All'insediamento (naselje) afferiscono gli agglomerati di Bolk e Fara.

## Storia
Durante il dominio asburgico Crenovizza fu comune autonomo.

Tra le due guerre mondiali fu comune della provincia di Trieste e comprendeva gli attuali insediamenti di Berdo Grande (Velika Brda), Berdo Piccolo (Mala Brda), Bresie (Brezje pod Nanosom), Cruscevie (Hruševje), Goricce Carentano (Goriče), Landolo (Landol), Oblisca Grande (Veliko Ubeljsko), Oblisca Piccola (Malo Ubeljsko), Resderta (Razdrto), Pridilza (Dilce), Raccolico (Rakulik), Saiecce Castelvecchio (Sajevče), San Michele di Senosecchia (Šmihel pod Nanosom), Slavigne (Slavinje), Strane (Strane), e Studenza (Studenec) del comune di Postumia.

## Corsi d'acqua
Rio di Monte Re (Nanoščica)